# Mesostruma
Mesostruma is een geslacht van mieren uit de onderfamilie van de Myrmicinae (Knoopmieren).

## Soorten
- M. bella Shattuck, 2000
- M. browni Taylor, 1962
- M. eccentrica Taylor, 1973
- M. exolympica Taylor, 1973
- M. inornata Shattuck, 2000
- M. laevigata Brown, 1952
- M. loweryi Taylor, 1973
- M. spinosa Shattuck, 2007
- M. turneri (Forel, 1895)